# Серп і Молот (Хабарський район)
Серп і Мо́лот (рос. Серп и Молот) — селище у складі Хабарського району Алтайського краю, Росія. Входить до складу Плесо-Кур'їнської сільської ради.

## Населення
Населення — 44 особи (2010; 105 у 2002).
Національний склад (станом на 2002 рік):
- росіяни — 99 %